# Лотошное
Лотошное — село в Краснозёрском районе Новосибирской области. Административный центр и единственный населенный пункт Лотошанского сельсовета.

## География
Площадь села — 275 гектаров.

## Население
| 2002 | 2007 | 2010 | 2012 | 2013 | 2014 | 2015 |
| ---- | ---- | ---- | ---- | ---- | ---- | ---- |
| 802  | ↘738 | ↘581 | ↘557 | ↘543 | ↘521 | ↘513 |
| 2016 | 2017 | 2018 | 2019 | 2020 | 2021 |      |
| ↘487 | ↘470 | ↘456 | ↘439 | ↘423 | ↘412 |      |

## История
Основано в 1887 году. В 1928 г. село Лотошное состояло из 505 хозяйств, основное население — украинцы. Центр Лотошского сельсовета Черно-Курьинского района Славгородского округа Сибирского края.

## Инфраструктура
В селе по данным на 2007 год функционируют 1 учреждение здравоохранения и 1 учреждение образования.